# Colocleora erato
Colocleora erato là một loài bướm đêm trong họ Geometridae.